# Ian Buckett
Ian Buckett (Holywell, Flintshire, 23 de diciembre de 1967-7 de julio de 2024) fue un jugador de rugby galés que jugó en la posición de prop. 

## Carrera

### Club
| Periodo   | Club             |
| --------- | ---------------- |
| 1988-1998 | Swansea RFC      |
| 1998-2001 | London Welsh RFC |

### Selección nacional
Debutó con Gales en 1994 en un partido ante Tonga en Nukuʻalofa. Jugó en nueve ocasiones para la selección nacional hasta 1998.

## Logros
- Welsh Premier Division (3): 1991/92, 1993/94, 1997/98
- WRU Challenge Cup (1): 1994/95